# In eminenti (1738)

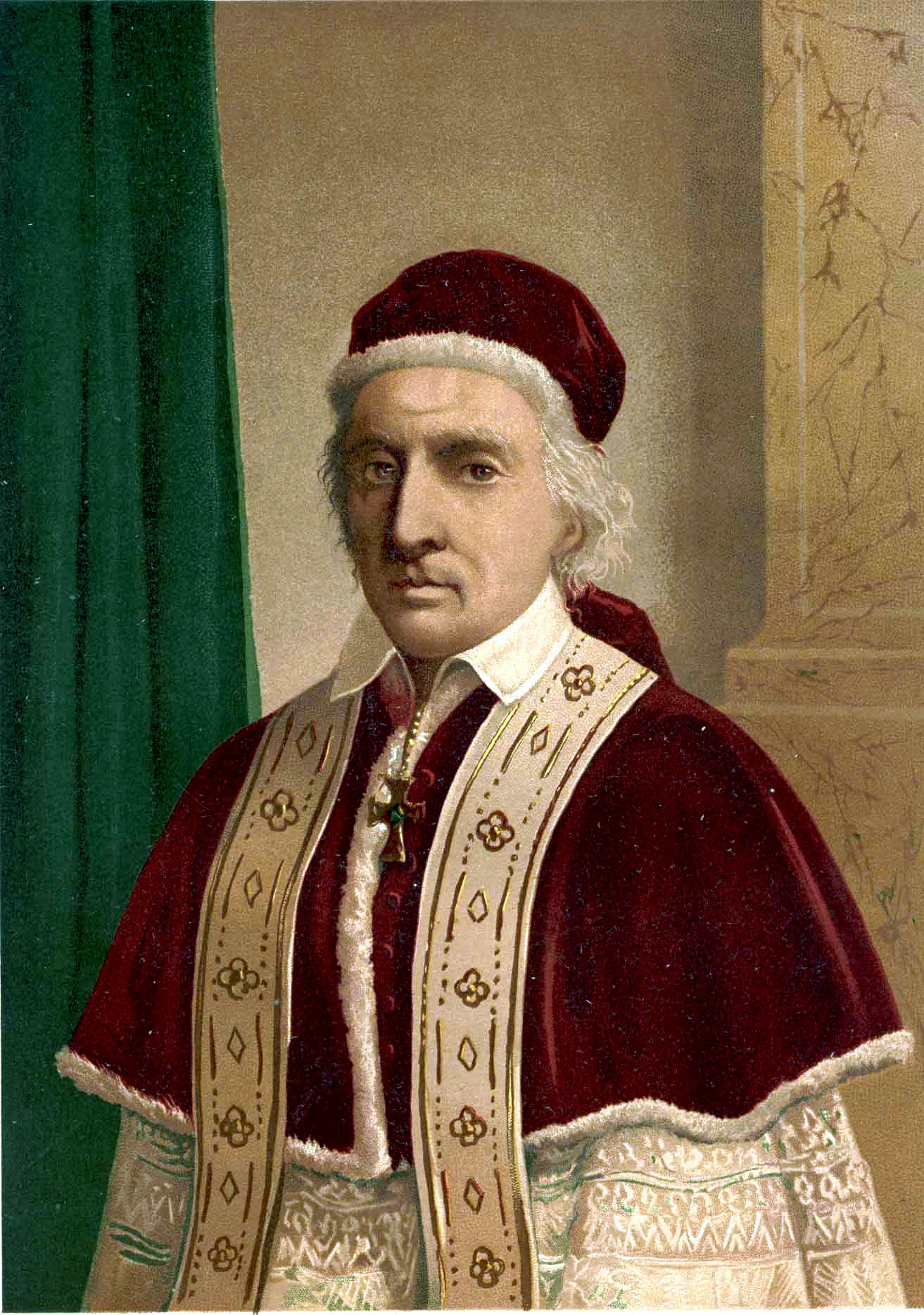
Paus Clemens XII

In Eminenti was een pauselijke bul, uitgevaardigd op 28 april 1738 door paus Clemens XII, die opriep tot het verbod op de vrijmetselarij.

## Inhoud bul
In de bul werd gewezen op de geheimzinnigheid die uitging van de vrijmetselarij, doordat leden hiervan onder ede (zwerend op de Bijbel) gedwongen waren absolute geheimhouding te betrachten. Doordat samenkomsten van de vrijmetselaars gepaard gingen met (toen) onbekende rituelen, ontstond er binnen de kerk onrust over de sterke groei van de in hun ogen sektarische gemeenschap. Gewezen werd op het feit, dat vele wereldlijke machten reeds een verbod hadden uitgevaardigd op deze groepering, doordat ze beschouwd werden als een bedreiging voor de samenleving. 
Op basis van deze gegevens werd besloten de vrijmetselarij te veroordelen en te verbieden om zo verdere verspreiding te voorkomen. Iedereen die zich schuldig maakte aan participatie of aanzetten tot deelneming zou direct door de kerk worden geëxcommuniceerd en verstoken blijven van enige vorm van absolutie, tenzij de paus zelf anders zou beschikken.
Tevens werd opgeroepen de vrijmetselarij actief te bestrijden – als ware zij ketters - in samenspraak met de overheden om zo zorg te dragen voor de gepaste straffen voor de “schuldigen”.
Ook latere bullen, waaronder Providas romanorum uit 1751, richtten zich direct tegen het genootschap.